# Hexatoma latigrisea
Hexatoma latigrisea är en tvåvingeart som beskrevs av Alexander 1971. Hexatoma latigrisea ingår i släktet Hexatoma och familjen småharkrankar. Inga underarter finns listade i Catalogue of Life.